# Marie Vernier
Marie Vernier (c. 1590–1627) va ser una actriu francesa. Va ser la primera actriu francesa que es coneix pel seu nom.

## Biografia
Vernier va ser la principal responsable i codirectora de l'empresa de teatre de Valleran-Lecomte, que va actuar a l'Hôtel de Bourgogne de París i va recórrer França i els Països Baixos espanyols. Vernier va actuar a París almenys a partir del 1604. Marie Vernier va ser la primera actriu parisenca que es va conèixer pel nom.
Un document de 1602 indica el seu matrimoni amb Mathieu Lefebvre, nadiu de La Roche-Bernard de Bretanya. Vernier era de Sens, on el seu pare treballava d'advocat. Lefebvre, que va néixer el 1574, va actuar sota el nom artístic La Porte a París entre 1594 i 1609.
Dos documents legals més mostren detalls sobre la vida de Vernier i La Porte. El desembre de 1622 ell li va demanar la mà i van decidir la separació de la propietat. El juny de 1624 Mathieu Lefebvre «desitjava retirar-se a algun lloc privat per viure allà la resta dels seus dies» i va lliurar a la seva esposa tota la seva propietat, real i personal, a canvi d'una pensió anual de 150 lliures. La petició per a la separació només estava disponible per a les dones i «depenia legalment de si el marit no es podia fer càrrec del sosteniment de la dona». La separació també podria estar motivada per la necessitat de protegir la casa dels creditors; tal vegada aquest fos el cas, ja que Lefebvre posteriorment va donar tota la seva propietat a la seva dona.
El 1627 Mary Venière es va tornar a casar amb un advocat, Jean Rémond, que treballava al Parlement de Paris, el tribunal més alt de França. Isaac de Laffemas va demandar a Marie Vernier per difamació el 1627.